# Семеняка Віктор Павлович
Вікто́р Павлови́ч Семеня́ка (нар. 29 жовтня 1948,  Ничипорівка, Яготинський район, Київська область, Українська РСР) — письменник-гуморист, журналіст, публіцист.

## Біографія
Народився на території історичної Полтавщини, з 30-х років XX століття Яготинський район відійшов до Київської області.
Закінчив Львівський кооперативний технікум (нині — кооперативний коледж економіки і права), Київський державний університет імені Т. Г. Шевченка (нині — Національний університет імені Т. Г. Шевченка).
Перші кроки, як журналіст, здійснив у районних газетах Чернігівської та Полтавської областей (зокрема, у Новосанжарському, Диканському районах).
Працював у полтавській молодіжній газеті «Комсомолець Полтавщини».
Був власним кореспондентом всеукраїнських журналів «Україна», «Перець» у Полтавській області, редактором сатиричної газети «Ковінька».
На багато років стала рідною обласна газета «Зоря Полтавщини»

## Творчість
Ранні публікації з'явилися 1964 року, у підлітковому віці.
А талант сміхотворця найповніше проявився, коли Віктор Павлович почав працювати «газетярем» на Полтавщині, батьківщині легендарних Остапа Вишні та Олександра Ковіньки.
Перша книжечка Віктора Семеняки «Бережіть нерви» побачила світ на початку 70-х років із благословіння самого патріарха гумору Олександра Ковіньки.
Молодого, але, правду кажемо, талановитого письменника-гумориста Віктора Семеняку ми знаємо з його перших сміхотворних рядків. Коли він своїм гостреньким пером уперше на сторінках газети усміхнено пролунав. На світ білий, на шлях гумористичний вийшов юний собрат по перу!— Олександр Ковінька
З-під пера Віктора Семеняки побачили світ 15 збірок гумористично-сатиричних та 5 — публіцистичних. Кращі його твори перекладалися  мовами народів СРСР, а також болгарською, турецькою, німецькою, французькою, англійською… Він — постійний автор журналів «Перець», «Україна», «Дніпро», "Ковінька Олександр Іванович, «Прапор» та інших періодичних видань.
Член Національної спілки журналістів України (з 1978 року), Національної спілки письменників України (з 1985 року). Заслужений журналіст України.

### Автор гумористично-сатиричних книг
- «Бережіть нерви» (1978);
- «Відрядження на Місяць» (1980);
- «Урок для інших» (1983);
- «Танго для директора» (1985);
- «Новорічний сюрприз» (1988);
- «Фатальна любов» (1990);
- «Жертва прогресу» (1991);
- «Підозрілий тип» (1991);
- «Сам себе перехитрив» (1991);
- «Секс у кадрі» (1992);
- «Таблетка під язик» (1998);
- «Шанси є у всіх» (2003);
- "Мільйони «на халяву» (2005);
- «Галопом у Європу» (2008);
- «Зашморг для села» (2018).

### Автор публіцистичних книг
- «На Довженковій землі»;
- «Хліборобському роду немає переводу»;
- «Добром зігріте серце»;
- «Одвік твоя земля»;
- «Буде сміх, буде й хліб»

## Нагороди
- Ордени: «За заслуги» II і III ступеня;
- Почесна Грамота Кабінету Міністрів України.

### Лауреат всеукраїнських і регіональних премій
- Імені Петра Артеменка (1978);
- Імені Олександра Ковіньки (1990);
- Імені Григорія Яценка (2000);
- Імені Панаса Мирного (2002);
- Імені Нестора Літописця (2006);
- Імені Григорія Сковороди (2011);
- Імені Остапа Вишні (2012).

### Твори, опубліковані у збірниках
1. Віктор Семеняка: [твори] // Калинове гроно: антологія / ред. М. В. Костенко. — Полтава: Полтавський літератор, 2016. — Т. 4: Антологія сатири й гумору полтавських літераторів XX — початку XXI століть. — С. 259—266.
2. Семеняка, В. Самокритика заднім розумом. Гостьова наука: гуморески / В. Семеняка // Біла альтанка: збірник творів письменників Полтавщини / за ред. О. Гаран, Н. Фурси, С. Осоки. — Полтава, 2007. — С. 126—132.
3. Семеняка, В. Сміх добрим людям на здоров'я, ворогам — на безголов'я. Бідні, бо дурні. Партія — наш рульовий: гуморески / В. Семеняка // Калинове гроно: антологія прози та драматургії полтавських літераторів XX ст.. — Полтава, 2006. — Т. 2. — Кн. 2. — С. 403—414.

### Періодика
1. Семеняка, В. Дайош медреформу: гумореска / В. Семеняка  // Зоря Полтавщини. — 2018. — 30 жовт. — С. 11.
2. Семеняка, В. Гречка — ворог опозиції: гумореска / В. Семеняка // Зоря Полтавщини. — 2018. — 26 жовт.. — С. 4.
3. Семеняка, В. Як я став українцем і відпочивав на Кіпрі: гумореска / В. Семеняка // Козельщинські вісті. — 2016. — 26 серп. (№ 35). — С. 4.
4. Семеняка, В. «Дубовий пеньок»: гумореска / В. Семеняка // Перець. — 2006. — № 4. — С. 4-5.
5. Семеняка, В. Зачекаємо листа: гумореска / В. Семеняка // Перець. — 2004. — № 3. — С. 3.
6. Семеняка, В. Не пощастило: гумореска / В. Семеняка // Перець. — 2004. — № 5. — С. 2.